# 原文雄
原 文雄（はら ふみお、1941年 - ） は、日本の機械工学者。東京理科大学名誉教授。元日本機械学会副会長。

## 人物・経歴
1965年東京大学工学部機械工学科卒業。1970年東京大学大学院工学系研究科産業機械工学専攻博士課程修了、工学博士。1971年東京理科大学工学部助教授。1983年東京理科大学工学部教授。1989年日本機械学会機械力学部門長。2001年原子力規格委員会耐震設計分科会副分科会長。2002年日本機会学会副会長。2007年東京理科大学工学部嘱託教授。2009年から原子力規格委員会耐震設計分科会会長を務め、福島第一原子力発電所事故を受けた基準策定などを進め、2017年に退任した。
指導学生に小林宏、
多田隈建二郎など。

## 著書
- 『機械力学』朝倉書店 1996年
- 『顔という知能―顔ロボットによる「人工感情」の創発』（小林宏と共著）共立出版 2004年

## 受賞
- 1973年 - 日本原子力学会奨励賞[2]
- 1978年 - 日本機械学会論文賞[2]
- 1994年 - 日本機械学会機械力学・計測制御部門国際賞[2]
- 1996年 - 日本ロボット学会技術賞[2]
- 1997年 - 日本機械学会論文賞[2]
- 1999年 - 日本機械学会機械力学・計測自動制御部門功績賞[2]
- 1999年 - アメリカ機械学会フェロー[2]
- 2000年 - 日本機械学会フェロー[2]
- 2003年 - アメリカ機械学会 PVPメダル[2]
- 2003年 - 東京都技術功労賞[2]
- 2018年 - 原子力規格委員会功労賞[5]
- 2020年 - 瑞宝中綬章[8][9]